# Synedoida nubicola
Synedoida nubicola là một loài bướm đêm trong họ Erebidae.